# 원대로 (대구)
원대로(Wondae-ro)는 대구광역시 서구 달성동 달성네거리에서  북구 침산동 원대오거리를 잇는 대구광역시의 도로이다.

## 주요 경유지
대구광역시
- 서구 (성내동 . 원대동) - 북구 (고성동 . 침산동)

## 노선
| 이름              | 접속 노선                      | 소재지        | 소재지                                    | 비고          |
| 달성로와 직결     | 달성로와 직결                  | 달성로와 직결 | 달성로와 직결                             | 달성로와 직결 |
| ----------------- | ------------------------------ | ------------- | ----------------------------------------- | ------------- |
| 달성네거리        | 대구광역시도 제54호선 (태평로) | 서구          | 성내동                                    |               |
| 원대지하차도      |                                | 서구          | 성내동                                    |               |
|                   | 북구                           | 고성동        |                                           |               |
| (이름없음)        | 북구                           | 고성동        | 대구광역시도 제56호선 (칠성남로) 달서천로 |               |
| 달성초등네거리    | 고성로                         | 서구          | 원대동                                    |               |
| 북구청네거리      | 대구광역시도 제58호선 (옥산로) | 북구          | 노원동                                    |               |
| 북구경찰서 교차로 |                                | 북구          | 노원동                                    |               |
| 오봉오거리        | 칠산남로 칠산남로13길          | 북구          | 침산동                                    |               |
| 성북로와 직결     |                                |               |                                           |               |

## 주요 건물 및 시설
- 투썸플레이스 대구고성3가점 (원대로 52/고성동3가 140)
- 대구고성우체국 (원대로 60/고성동3가 138)
- 북구청역 (원대로 71/원대동2가 203-2)
- SK텔레콤 대구Network본부 (원대로 73/원대동2가 80)
- 기아자동차 북대구지점 (원대로 80/고성동3가 17)
- 현대자동차 북대구지점 (원대로 81/원대동2가 69)
- 대구북부경찰서 (원대로 100/침산동 447-15)
- CU 대구북구대로점 (원대로 109/노원동1가 327)
- 한국전력공사 대구본부 (원대로 110/침산동 447-2)
- 북대구세무서 (원대로 118/침산동 402-1)
- 근로복지공단 대구북부지사 (원대로 130/침산동 416-4)